# Tiffauges
Tiffauges és un municipi francès situat al departament de Vendée i a la regió de País del Loira. L'any 2007 tenia 1.479 habitants.

## Demografia

### Població
El 2007 la població de fet de Tiffauges era de 1.479 persones. Hi havia 572 famílies de les quals 172 eren unipersonals (80 homes vivint sols i 92 dones vivint soles), 168 parelles sense fills, 224 parelles amb fills i 8 famílies monoparentals amb fills.
La població ha evolucionat segons el següent gràfic:
Habitants censats

### Habitatges
El 2007 hi havia 640 habitatges, 588 eren l'habitatge principal de la família, 24 eren segones residències i 28 estaven desocupats. 568 eren cases i 69 eren apartaments. Dels 588 habitatges principals, 453 estaven ocupats pels seus propietaris, 132 estaven llogats i ocupats pels llogaters i 3 estaven cedits a títol gratuït; 29 tenien una cambra, 28 en tenien dues, 66 en tenien tres, 141 en tenien quatre i 324 en tenien cinc o més. 422 habitatges disposaven pel capbaix d'una plaça de pàrquing. A 240 habitatges hi havia un automòbil i a 294 n'hi havia dos o més.

### Piràmide de població
La piràmide de població per edats i sexe el 2009 era:
| Homes | Edats   | Dones |
| ----- | ------- | ----- |
| 0     | 95 o +  | 0     |
| 0     | 90 a 94 | 8     |
| 12    | 85 a 89 | 20    |
| 4     | 80 a 84 | 8     |
| 20    | 75 a 79 | 28    |
| 32    | 70 a 74 | 16    |
| 20    | 65 a 69 | 44    |
| 32    | 60 a 64 | 20    |
| 32    | 55 a 59 | 36    |
| 40    | 50 a 54 | 32    |
| 28    | 45 a 49 | 36    |
| 48    | 40 a 44 | 52    |
| 72    | 35 a 39 | 48    |
| 76    | 30 a 34 | 72    |
| 44    | 25 a 29 | 40    |
| 28    | 20 a 24 | 20    |
| 52    | 15 a 19 | 32    |
| 76    | 10 a 14 | 32    |
| 44    | 5 a 9   | 40    |
| 52    | 0 a 4   | 72    |

## Economia
El 2007 la població en edat de treballar era de 921 persones, 713 eren actives i 208 eren inactives. De les 713 persones actives 679 estaven ocupades (382 homes i 297 dones) i 34 estaven aturades (15 homes i 19 dones). De les 208 persones inactives 104 estaven jubilades, 58 estaven estudiant i 46 estaven classificades com a «altres inactius».

### Ingressos
El 2009 a Tiffauges hi havia 578 unitats fiscals que integraven 1.524,5 persones, la mediana anual d'ingressos fiscals per persona era de 16.720 €.

### Activitats econòmiques
Dels 47 establiments que hi havia el 2007, 1 era d'una empresa alimentària, 8 d'empreses de fabricació d'altres productes industrials, 5 d'empreses de construcció, 8 d'empreses de comerç i reparació d'automòbils, 2 d'empreses de transport, 6 d'empreses d'hostatgeria i restauració, 3 d'empreses financeres, 1 d'una empresa immobiliària, 6 d'empreses de serveis, 4 d'entitats de l'administració pública i 3 d'empreses classificades com a «altres activitats de serveis».
Dels 16 establiments de servei als particulars que hi havia el 2009, 1 era una oficina de correu, 1 una oficina bancària, 2 tallers de reparació d'automòbils i de material agrícola, 2 paletes, 1 fusteria, 1 lampisteria, 3 perruqueries, 4 restaurants i 1 agència immobiliària.
Dels 3 establiments comercials que hi havia el 2009, 1 era una botiga de més de 120 m², 1 una fleca i 1 una carnisseria.
L'any 2000 a Tiffauges hi havia 14 explotacions agrícoles.

## Equipaments sanitaris i escolars
L'únic equipament sanitari que hi havia el 2009 era una farmàcia.
El 2009 hi havia 2 escoles elementals. Tiffauges disposava d'un col·legi d'educació secundària amb 370 alumnes.

## Poblacions més properes
El següent diagrama mostra les poblacions més properes.